# Agromyza vitrinervis
Agromyza vitrinervis är en tvåvingeart som beskrevs av Malloch 1915. Agromyza vitrinervis ingår i släktet Agromyza och familjen minerarflugor.
Artens utbredningsområde är Taiwan. Inga underarter finns listade i Catalogue of Life.